# محمد العربي طرقان
محمد طارق العربي طرقان (4 أبريل 1988) ملحن ومغني سوري وهو ابن الملحن المعروف طارق العربي طرقان الذي غنى معظم شارات مسلسلات الكرتون التابعة لمركز الزهرة على قناة سبيستون وقد ساعد والده كثيراً.

## أعماله
محمد العربي طرقان ابن طارق العربي طرقان، الموسيقي ومؤلف أغاني الأطفال وأحد مؤسسي قناة سبيس تون من أعماله ماوكلي، رامي الصياد الصغير، مدينة النخيل، مدينة الصفصاف، الكابتن ماجد، سمبا، باص المدرسة، هزيم الرعد، دروب ريمي، المحقق كونان، سنوبي، السراب، أنا وأخواتي، يا طيبة، وغيرها من الأعمال، محمد العربي هو صاحب الفواصل التي كانت تقدم بين كل مسلسل كارتون وأخر، وبعد إعلان خبر تشفير القناة منذ بدء انطلاقها عام 2000 ، كان لابد من تسليط الضوء على أهم من عمل في القناة والذي كان له الفضل الأكبر في تحقيق شهرتها الواسعة.

## أخوته
- ديمة.
- تالة.